# Romeo no Aoi Sora
Romeo no Aoi Sora (ロミオの青い空 "Romio no aoisora"?, lit. Los cielos azules de Romeo) es una serie de anime  basada en la novela alemana Los hermanos negros ("Die schwartzen Brüder") de Lisa Tetzner.  La serie fue emitida originalmente en Japón en el año 1995, parte del contenedor infantil World Masterpiece Theater o Meisaku de Nippon Animation.  El contenedor había antes y después producido una gran variedad de series de animación basadas en diferentes obras literarias infantiles; entre ellas estaban "Tico de los siete mares" (1994) y "Lassie" (1996).  La serie nunca se ha doblado al español.

## Argumento
Un misterioso individuo ha llegado a Sonogno, una pequeña aldea en la parte Italiana de Suiza, cuya intención es encontrar niños huérfanos o pobres para enviarlos a Milán y darles un duro trabajo como limpiadores de chimeneas.  El hombre quiere llevarse con él al joven Romeo, pero el padre de este se niega; sin embargo, cuando el maizal de la familia se quema, Romeo voluntariamente decide irse y ganar dinero para su familia.  Camino a su destino conoce a Alfredo, otro muchacho de su edad con el que jura amistad eterna, después son separados para ir a servir a diferentes jefes.  La hija del nuevo jefe de Romeo, Angeletta, es una niña con una enfermedad en el corazón que no le permite dejar su habitación; ella le pide a Romeo que le traiga el "cielo azul".  Muchas otras aventuras aguardan a Romeo en las calles de Milán y aunque muchas de ellas no sean agradables, siempre tiene a sus amigos que lo ayudan a seguir adelante.

## Temas musicales
- Japón: (Inicio) "Sora e...", (Cierre) "Si Si Ciao -Romana no Oka de-" cantadas por Hiroko Kasahara.